# اس‌بی‌پی
اس‌بی‌پی (انگلیسی: Schlaich Bergermann Partner) شرکت مهندسی آلمانی است، که در سال ۱۹۸۰ تأسیس شد.